# Blendecques
Blendecques är en kommun i departementet Pas-de-Calais i regionen Hauts-de-France i norra Frankrike. Kommunen ligger i kantonen Arques som tillhör arrondissementet Saint-Omer. År 2022 hade Blendecques 4 891 invånare.

## Befolkningsutveckling
Antalet invånare i kommunen Blendecques
| Referens: INSEE |